# 어반 스트리트
어반 스트리트 (Urban Street)는 과거 활동하였던 대한민국의 힙합 그룹이다. 멤버는 CROSS와 Brown Sugar로, Brown Sugar가 비트를 프로듀싱하는 시스템이었다. 홍대, 이태원 등지의 클럽에서 활동하면서 주로 클럽튠 계열의 음악을 하였고, 이는 2004년 EP 한 장으로 결실을 맺었다. 현재는 해체한 것으로 보인다.
대표곡: Unbreakable

## 디스코그래피
- 2004년 4월 7일 Independent Street EP